# Centre-Nord
Centre-Nord ist eine von 13 Regionen, in die der westafrikanische Staat Burkina Faso administrativ aufgeteilt ist. Hauptstadt ist Kaya. Die im Norden liegende Region umfasst die Provinzen Bam, Namentenga und Sanmatenga.
Koordinaten: 13° 12′ N, 1° 0′ W